# Теорія державного картелю
Теорія державного картелю є відносно новим підходом у сфері міжнародних відносин і належить до інституціоналістських теорій. До цього часу вона здебільшого застосовувалася до аналізу Європейського Союзу, однак має потенціал для ширшого використання. З цієї точки зору, всі міжнародні міжурядові організації можна розглядати як картелі, сформовані державами.

## Термінологія
У теорії державного картелю термін "картель" — якщо коротко — позначає союз конкурентів. Його вживають у нейтральному, аналітичному сенсі, без негативного забарвлення. Ця термінологія здебільшого походить зі старої історичної теорії картелів, яка існувала в Європі до Другої світової війни. Водночас окремі терміни були переосмислені або частково змінені, аби враховувати політичні та урядові аспекти як складові картельного характеру об’єднання держав.

## Методична база та наукове обґрунтування
Теорія державних картелів – це гібридна конструкція, що складається з двох або більше теорій, зібраних належним чином.
Метод створення теорії складається з трьох кроків:
1. Вихідним матеріалом теорії державного картелю є інтелектуальний корпус широкої існуючої теорії міжнародних відносин. Наприклад, можна адаптувати такі теорії: реалізм, неофункціоналістська європейська наука або навіть марксистська теорія імперіалізму . Їхні заяви щодо взаємовідносин між індустріально розвиненими державами ставляться під сумнів, оскільки вважаються ідеологічно упередженими, і тому їх слід переглянути та змінити.
2. Цей вакуум має бути заповнений іншою теорією — класичною картельною теорією економічних підприємств. Ця теорія, розроблена переважно в Німеччині, була авторитетною в Європі до кінця Другої світової війни та була відтіснена в усьому світі американською антимонопольною політикою аж до 1960-х років. Класична теорія картелів являла собою складну організаційну теорію картельного інституту. Тепер мають бути застосовані його знання про взаємозв'язки між картельними підприємствами та між ними та спільними картельними інститутами. Отже, класична теорія економічних картелів слугує набором інструментів для виправлення ідеологічних деформацій та корупції існуючих теорій міжнародних відносин.
3. На третьому етапі результати переказу були перевірені з урахуванням наявних фактів міжнародних відносин, і вони були сформульовані точніше та з більшою диференціацією.

У підсумку формується теорія, яка, подібно до картельної теорії у сфері економіки, ґрунтується на утилітарному розумінні природи людини. Відтак, теорія державних картелів жорстко орієнтується на соціально-економічні чинники. Такий підхід виключає ідеологічний вплив, а тому теорія не пов’язана — ні явно, ні приховано, ні опосередковано — з інтересами жодної з наявних великих держав.
Філософське підґрунтя перенесення відповідних ідей із теорії економічних картелів полягає в тому, що протягом останнього століття сформувалося розуміння наявності виразних паралелей між об’єднаннями держав і союзами економічних підприємств (тобто картелями, які колись були легальними та широко розповсюдженими в Європі). Ці паралелі є актуальними як з інституційної, так і з функціональної точки зору.

## Історія концепції державного картелю
Концепція міжнародних відносин як потенційного картельного явища має давню традицію:
- Джон Аткінсон Гобсон, британський економіст ліволіберального спрямування, припустив, що між 1902 і 1938 роками імперські антагонізми можна було б утихомирити в системі «міжімперіалізму», якщо великі держави «навчаться мистецтву комбінування» (у ті часи терміни «комбінація» або «комбінат» використовувалися для позначення картелів).
- Карл Каутський, один з провідних теоретиків соціал-демократії до Першої світової війни, з 1912 року сподівався, що великі держави – починаючи з Британської імперії та Німецького рейху – об’єдналися б у «державний картель», що надало б їм організації та примирення в рамках ультраімперіалізму – ідея, яка на той час була ілюзією.
- Ранні коментатори європейського об'єднання описували організаційну систему плану Шумана 1950 року як «картельну»; Corriere della Sera, шанована італійська газета, розуміла мету пропозиції як створення картелю-антикартелю, тобто державного картелю для ліквідації приватних картелів у вугільному та сталеливарному секторах.

Ідеї картельної моделі тісної міждержавної співпраці протистояли лише окремі впливові сили — зокрема, ленінізм, американська антимонопольна політика та європейські федералісти на чолі з Жаном Моне. Спочатку цю концепцію піддавали критиці, згодом почали ігнорувати, а до 1960-х років вона поступово зникла з наукового дискурсу.

## Центральні висновки та основні інструменти
Фаза прориву: Витоки ширшої політичної системи картелізації пов’язуються з кризою капіталістичного ладу після Другої світової війни . Крах анархічної — або імперіалістичної — світової системи в 1945 році ознаменував початок всеохопної міждержавної картелізації в західному світі. Величезні матеріальні, політичні та людські втрати змусили народи — точніше кажучи, їхні еліти — усвідомити, що війна й протекціонізм більше не можуть бути інструментами боротьби між державами за виживання «вільного світу». Наслідком цього стало набуття чинності Генеральною угодою з тарифів і торгівлі 1 січня 1948 року — не як акт гуманізму, а як вимушений крок у новій реальності.
Картельні відносини: аналіз взаємодії між державами, що утворили об'єднання, є ключовим елементом теорії державних картелів. Основне завдання полягає у виявленні рівня їхньої співпраці та збігу інтересів, а також ступеня конкуренції та розбіжностей між ними. Такий підхід протиставляється традиційним поглядам у теорії міжнародних відносин — зокрема, концепції міждержавної «дружби», що притаманна ідеалістичним або функціоналістським школам, і уявленню про постійне прагнення до влади, характерному для реалізму. Таким чином, відносини між капіталістичними державами, які прагнуть співпраці, можна інтерпретувати як раціональні, але водночас суперечливі: це складне поєднання партнерства й суперництва, співпраці та конфліктів. Яскравим прикладом такої амбівалентності слугує франко-німецьке партнерство, що не раз демонструвало суперечливий характер цих взаємин.
Аналіз гегемонії: Домінування великих держав, подібно до провідних корпорацій в економіці, часто супроводжується надмірною наполегливістю, що забезпечує їм певні привілеї — здобуті як через переконання, так і шляхом примусу. Водночас процес інтеграції створює взаємозалежності між усіма учасниками. Таким чином, формуються як симетричні, так і асиметричні зв’язки, що існують як усередині державних картелів, так і за їх межами. Вивчення цієї складної системи міжнародної взаємодії належить до сфери теорії державних картелів і відкриває шлях до ширшого аналізу їхньої ролі у глобальному контексті. При цьому не береться до уваги феномен «порушення порядку» — реакційна активність, яка часто виникає у відповідь на реальні чи уявні образи й може мати значний резонанс при мінімальних витратах. Прикладом такого явища стали теракти 11 вересня, коли всього два літаки як зброя змусили весь світ звернути увагу на нову загрозу — тероризм.

## Інститути та теорія ідеології
Організаційна структура: В історії підприємницьких картелів загальні збори учасників завжди відігравали роль основного та первинного органу управління. Інші інституції — такі як секретаріат, регуляторні органи чи арбітражні ради — виконували допоміжні функції й виникали відповідно до волі й практичних потреб членів картелю. Подібну організаційну модель можна спостерігати й у міждержавних об’єднаннях: рада міністрів або делегатів представляє зібрання країн-учасниць (наприклад, Рада Європейського Союзу), діє секретаріат, існують виконавчі структури (як-от Європейська комісія), а також можливий арбітражний орган або судова інстанція (як-от Суд ЄС). Залежно від потреб, як у сфері бізнесу, так і в державних картелях, можуть створюватися додаткові інституції.
Щодо демократичності Європейського Союзу: З погляду теорії державних картелів, Європейський парламент розглядається як другорядний, хоча й багатофункціональний інститут у структурі ЄС, який не є критично необхідним. Його найпомітнішою роллю є символічне забезпечення демократичності Євросоюзу — тобто задоволення демократичних очікувань громадян і партій держав-членів, часто лише формально, без реального впливу. Інша функція полягає в перенесенні експертизи та національних інтересів до європейської системи через представників країн-членів, що служить ще одним каналом впливу на спільну політику. Хоча парламент має певні повноваження брати участь у законодавчому процесі, завдяки чому може покращувати або пом’якшувати рішення, які інакше ухвалювала б виключно Рада ЄС за логікою найменшого спільного знаменника, ці повноваження залишаються обмеженими. Значне посилення впливу парламенту поставило б під сумнів саму картельну природу Євросоюзу, порушивши питання: чи є він картелем держав, чи вже федеративною структурою? Справжній злам логіки картелю можливий лише за умов підтримки або ініціативи з боку потужної коаліції держав-членів.
Теорія ідеології: Якщо націонал-імперіалістичні ідеології, характерні для періоду до 1945 року, втрачають своє значення, то сучасні міжнародні інституції (державні картелі) пропагують ідеологію міждержавної співпраці. В умовах, коли війна та протекціонізм більше не можуть бути політичними інструментами, між державами-партнерами виникає потреба в новому стилі взаємодії. Колишній націоналізм поступається місцем ідеям міжнародного порозуміння та дружби. Особливо цей «європейський дух» проявляється у контексті Європейського Союзу. Принципи міжнародного порозуміння та європейської спільності виступають своєрідним мастилом, що полегшує переговорні процеси в державному картелі. Хоча ці ідеології часто прикрашають реальні відносини, роблячи їх кращими, ніж вони є насправді, як заклики чи керівництва вони мають велику вагу. Джерелом комунітарної ідеології у чистому вигляді є головні інституції ЄС — його Комісія та Парламент.

## Функції та результати інтеграції
Функціональна типологія: Картелі підприємств минулого формували ринки відповідно до своїх інтересів, тоді як державні картелі формують політику. Незважаючи на різні цілі стандартизації, методи і засоби, які використовують приватні та державні картелі, часто мають значну схожість і завжди можуть бути порівняні між собою. Відповідно, функціональна типологія класичних підприємницьких картелів є застосовною і до міждержавних регуляторних спільнот. Цей типологічний підхід за метою картелю можна проілюструвати на прикладі Європейського Союзу:
- Європейський спільний сільськогосподарський ринок має інструменти, подібні до – зазвичай заборонено – виробничий картель, який зазвичай контролює ціни та обсяги виробництва.
- Різноманітні ринкові правила ЄС, а також його стандарти охорони здоров'я та навколишнього середовища, можна розглядати як відповідні картелям стандартизації, частково також картелям умов .
- Угоди про максимальні ціни на дзвінки з мобільних телефонів у Європі являють собою наднаціонально встановлений картель розрахунків .

Вигода картелю: Співпраця в межах міжнародних інституцій зазвичай приносить учасникам значні переваги. «Картельний виграш ЄС полягає у зростанні добробуту, що є наслідком економічної інтеграції і змушує держави-члени триматися разом, немов склеєні. Будь-які спроби радикальної дезінтеграції та повернення до національної автаркії неминуче викличуть економічну кризу, для якої Велика депресія 1929–1933 років у Європі була б лише легким попередником».  Транснаціональні корпорації та експортно-орієнтовані національні підприємства разом зі своїми працівниками і постачальниками утворюють соціальну силу, яка протистоятиме розпаду спільноти. Водночас співпраця в межах державного картелю ускладнюється через конфлікти, пов’язані з розподілом ресурсів.
Тенденції до криз: Згідно з теорією державних картелів, міждержавні організації часто стикаються з серйозними труднощами та кризами. Європейський Союз розглядають як структуру, що перебуває у постійній кризі.  Причини цього зазвичай пояснюють зіткненням дедалі більш непереборних інтересів між державами-учасниками або звичайною жадібністю. Як особливо розвинений картель, ЄС з часом стикається з системними обмеженнями свого розвитку, і його ефективна модернізація можлива лише через зміну форми влади — шляхом федеральної революції, у ході якої картельна модель буде замінена федеративною державою з великим потенціалом для раціоналізації.

## Сумісність з іншими теоріями міжнародних відносин
Теорія державного картелю передбачає:
- гостру конкуренцію між промислово розвиненими державами з соціально-економічних причин,
- часткова (не повна) можливість вирішення цих суперечностей у рамках міжнародних інституцій або – іншими словами – картельним методом,
- сила національних держав як вирішальна сила в міжнародних політичних відносинах.

Таким чином, теорія державного картелю частково узгоджується або суперечить:
- до неофункціоналістської європейської науки та комунітарного методу Жана Моне : віра в можливість вирішення внутрішньоєвропейських розбіжностей інтересів, у доцільність створення ефективної та примирливої Європи критикується теорією державних картелів як наївно-ідеалістична. З іншого боку, обидві теорії інтеграції погоджуються щодо важливості, яку вони надають інституційному будівництву в державних спільнотах.
- до теорії імперіалізму: твердження про антагоністичне суперництво між розвиненими капіталістичними державами має бути помилковим, безумовно, з часів Другої світової війни. Ці держави безумовно могли б довгостроково співпрацювати та утримуватися від відкритого насильства у своїх відносинах. Але теорія державних картелів та теорія імперіалізму узгоджуються в переконанні, що суспільні інтереси зумовлені соціально-економічними факторами, а отже, зрештою залежать від економіки.
- до теорій міжнародних відносин з проамериканським ухилом: у гегемоністському аналізі теорії державного картелю найважливішим завжди є погляд на наймогутніші країни (тобто США в глобальному масштабі). – Відбілювання Америки як «доброї сильної держави», як це робиться в реалізмі (за Моргентау : США не прагнули послідовно гегемонії  ), або методичне відкладення аспекту сили, як це є основним напрямком як теорії режиму, так і підходу до глобального управління, суперечило б теорії державного картелю.